# Кунтуманджі
Кунтума́нджі (англ. Kuntumanji) — традиційна громада у складі дистрикту Зомба Південного регіону Малаві.
Населення — 48079 осіб (2018).